# Zen Cart
Zen Cart — це система для онлайн торгівлі та управління інтернет-магазином. Скрипт створено на мові програмування PHP з використанням бази даних MySQL та HTML-компонентів. Забезпечується підтримка багатьох мов і валют. Zen Cart безкоштовний і доступний під ліцензією GNU General Public License.
Zen Cart виникла в результаті відділення від osCommerce як окремий проект у 2003 році. Окрім дещо різного зовнішнього вигляду, основні відмінності між двома системами полягли в особливостях архітектури Zen Cart (наприклад, системи шаблонів) та в наявності додаткових функцій в ядрі. Версії 1.3.x ще більш поглибили відмінність Zen Cart шляхом відходу в шаблонах від табличної верстки до сучаснішої, яка, в основному, базується на CSS.